# Винета
Винета (рум. Vânăta) — село у повіті Горж в Румунії. Адміністративно підпорядковане місту Тісмана.
Село розташоване на відстані 255 км на захід від Бухареста, 23 км на захід від Тиргу-Жіу, 104 км на північний захід від Крайови.

## Населення
За даними перепису населення 2002 року у селі проживали 302 особи, усі — румуни. Усі жителі села рідною мовою назвали румунську.